# Вайфер (Беневенто)
Вайфер (на латински: Waifer, Waifar, Guaifer, Gaideris, Gaiderius, † 881) e лангобардски принц на Беневенто в Херцогство Беневенто през 878 – 881 г.

## Произход и управление
Той е син на принц Раделгар († 854) и Таселгарда. Има сестра, която се омъжва за княз Ландо III от Капуа.
След смъртта на баща му Вайфер е още много млад и управлението на Беневенто поема чичо му Аделчис (854 – 878). През 878 г. Вайфер поема управлението на Беневенто след убийството на чичо му.
През 879 г. по време на борбата за власт в Капуанското княжество и в Капуанската епархия Вайфер поддържал Панденулф против своя зет Ландо III.
Последван е от братовчед му Раделчис II.